# Кириченко, Александр Александрович
Александр Александрович Кириченко (род. 13 августа 1967, Киев) — советский и российский велогонщик, олимпийский чемпион. Чемпион мира (1990). Чемпион России в гите на 1000 м (1996). Заслуженный мастер спорта СССР (1988).

## Карьера
В 1989 году на чемпионате мира по трековым велогонкам в Лионе стал вторым в гите на 1000 метров, часть дистанции он проехал со сломанным рулём.
В 1988 году вошёл в состав сборной СССР на летних Олимпийских играх в Сеуле. На них стал олимпийским чемпионом в гите на 1000 метров (1.04, 499), финишировав со спущенным колесом. Этап победа стала первой для советских велогонщиков на Олимпийских играх в этой дисциплине.
Позднее выступил ещё на двух Олимпийских играх. В 1992 году в составе сборной Объединённой команды в Барселоне (12-е место в гите с места), и в 1996 году в составе сборной России в Атланте. Тренер — Александр Кулик.
Продолжил карьеру с велоспорте сначала как тренер, а с 2012 года в качестве директора ГБУ СШОР «Нагорная» (Москомспорта), в которой развивает в том числе отделения велоспорта: BMX, маунтинбайка и трека. Входит в состав президиума Федерации велосипедного спорта по городу Москве.
Дважды в течение своей карьеры становился одним из победителей после поломки велосипеда по ходу заезда. На олимпиаде в Сеуле финишировал со спущенным колесом, а на чемпионате мира 1989 проехал значительную часть дистанции со сломанным рулем.